# Popečitelji
Popečitelji su srpski muzički sastav.

## Istorija
Grupu Popečitelji su osnovali braća Saša i Goran Furunović 1994. godine u Prištini. Tadašnji petočlani sastav je imao nekoliko bučnih i eksplozivnih nastupa i predstavljao je specifičnu pojavu na tadašnjoj prištinskoj sceni svirajući bučnu mešavinu nespojivih pravaca (alter, etno, noise, hard core...). Pored braće Furunović (Saša - gitara, vokal, Goran - bubanj) u toj prvoj postavi benda su svirali i Vladimir Cvetković (bas gitara), Ivan Ristić (gitara, vokal) i Zdravko Grujić (gitara, vokal, klavijature).
Godine 1998. Goran Furunović je sa bubnja prešao na bas gitaru, a na mesto bubnjara došao je Ivan Cvetković i tada Popečitelji kao trojka počinju da stvaraju svoju eksplozivnu mešavinu instrumentalnog funk-rocka i folk muzike. Naredne, 1999, godine, za bubanj seda Radeta Vulić i ostaje na toj poziciji narednih 16 godina. Iste godine, po završetku bombardovanja, napustivši Prištinu, grad u kome se grupa već etablirala, Furunovići se sele u Kragujevac, koji tada postaje životna i stvaralačka baza ovog benda i gde Popečitelji nastavljaju sa istraživanjem i negovanjem svog originalnog muzičkog stila. Mnogobrojnim koncertima u Kragujevcu, Kraljevu, kao i u Beogradu, grupa ubrzo postaje svojevrsna andergraund atrakcija.
Posle jednog od takvih koncerata u Beogradu 2003, dolazi i do saradnje sa Kojom (Disciplin A Kitschme), što rezultira snimanjem prvog albuma Popečitelja - "Ko radi?", u studiju Music Factory u Košutnjaku, pod Kojinim producentskim vođstvom. Koja je, pored toga što je producirao ovaj album, u tom vremenu pružio i pravu podršku bendu u vidu razumevanja i neprocenjivih saveta što je Popečiteljima bio još jedan dokaz da su na pravom putu. Ploča, izdata na etiketi Mojo beat 2004. godine, predstavlja briljantnu kombinaciju slobodnog, sirovog folk-fank roka i aranžmanski svedene, moderne produkcije, uz primese trans i dram en bejs elemenata. "Ko radi" se ubraja među najbolje albume izdate te godine u Srbiji, a naslovna numera sa albuma se prošetala po prvim mestima domaćih top lista. Ovim albumom i eksplozivnim koncertima sebi su obezbedili kultni status na andergraund sceni Srbije i tvrdokornu bazu fanova koja ne propušta njihove mnogobrojne nastupe u većim gradovima u Srbiji. Aleksandar Žikić u recenziji albuma "Ko radi" u dnevnim novinama Blic, 2004. godine, između ostalog piše:
Kontinuirana, energična i beskompromisna interakcija tri „konvencionalna" instrumenta, ritam kao temelj napetosti koja nijednog trenutka ne popušta, inteligentan, kreativan i diskretan pristup tradicionalnom muzičkom nasleđu…Popečitelji znaju šta rade. Oni, jednostavno, sviraju. Od svih pomaka koje donose, taj je možda najznačajniji...
Godine 2008. Popečitelji su izdali “Horizonte”, album kojim utvrđuju autentičnost svog muzičkog izraza. Na ovom albumu produkcijski deo posla uzimaju u svoje ruke, a numere kao što su „Kilogrami”, „Horizonti”, „Transverzala” lako pronalaze put do slušalaca. Bend, tada, koncertno promoviše ovaj album u svim bivšim jugoslovenskim republikama.
U novembru 2011. objavljuju singl "Društvo!", na kojem se nalaze dve numere, "Loše društvo" i "Novo društvo", kao prethodnicu novog albuma na kome su počeli da rade. Spotovi za ove dve numere su uspešno najavili pojavljivanje ovog albuma. U februaru 2013. Popečitelji objavljuju treći studijski album pod nazivom “Sijalica”.
Godine 2015. Saša pokreće onlajn etiketu Druga stvar (www.drugastvar.in.rs Архивирано на веб-сајту  (12. април 2021)) na kojoj Popečitelji objavljuju dva dupla singla — “Kroz” i “Bum!”. Za ove numere su objavljeni i video spotovi.
2016. godine se na mesto bubnjara, posle 16 godina, vraća Ivan Cvetković, a 2018 njega zamenjuje Dušan Lazić.
Krajem 2018. godine bend objavljuje singl „Pozivanje“.
Popečitelji su kroz mnoge održane koncerte samo potvrdili epitet eksplozivnog benda. Takav status doveo je do toga da su, između ostalog, nastupali kao predgrupe Maceo Parkeru, legendarnom saksofonisti Džejmsa Brauna (2003), kao i bendu NoMeansNo (2005). Pored brojnih koncerata u Srbiji i zemljama u regionu, Popečitelji su nastupali na brojnim festivalima u Poljskoj (Varšava, Ćehanov, Vengoževo), Italiji (Milano, Rim), Francuskoj (Tuluza, Albi), Austriji (Beč) i Belgiji (Gent). Kao nezaustavljiva koncertna atrakcija Popečitelji svih ovih godina ređaju koncerte koji nikoga ne ostavljaju ravnodušnim. Nebrojenim nastupima u preko 70 gradova u zemlji, regionu i Evropi, Popečitelji neumorno rade ono u čemu su najbolji i raduju se svakom direktnom kontaktu sa publikom.

## Članovi

### Sadašnji
- Saša Furunović — gitara, vokal
- Goran Furunović — bas gitara
- Dušan Lazić [а] — bubanj

### Bivši
- Radeta Vulić [б] — bubanj
- Vladimir Cvetković — bas gitara
- Ivan Ristić — gitara, vokal
- Zdravko Grujić — gitara, vokal, klavijature
- Ivan Cvetković Ivši - bubanj

## Diskografija

### Albumi
- Ko radi? (2004)
- Horizonti (2008)
- Sijalica (2013)

### Singlovi
- Društvo! (2011)
- Bum! (2015)
- Kroz (2015)
- Pozivanje (2018)

## Napomene
1. ↑  Ivan Cvetković Ivši je član grupe Igralom.[3]
2. ↑  Radeta Vulić je član grupe Disciplin A Kitschme.[4]

## Spoljašnje veze
- Zvaničan veb-sajt
- Diskogs stranica
- Popečitelji na sajtu Druga stvar
- Popečitelji na sajtu Odličan hrčak